# Powiat Włoszczowski
Der Powiat Włoszczowski ist ein Powiat (Kreis) in der polnischen Woiwodschaft Heiligkreuz. Der Powiat hat eine Fläche von 906,38 km², auf der 47.000 Einwohner leben.

## Gemeinden
Der Powiat umfasst sechs Gemeinden, davon eine Stadt-und-Land-Gemeinde und fünf Landgemeinden.

### Stadt-und-Land-Gemeinde
- Włoszczowa

### Landgemeinden
- Kluczewsko
- Krasocin
- Moskorzew
- Radków
- Secemin